# Хронологија будизма
Напомена: у изворима се често дају различите године Будиног живота, што је наведено у загради.
- 624/560. п. н. е. Будући Буда, рођен је у Лумбинију (у данашњем Непалу) као Сидарта Гаутама, принц племена Сакја.

- 595/531. п. н. е. Готама одбацује световни живот и одлази у бескућнике (са 29 година).

- 589/525. п. н. е. Док је медитирао испод боди дрвета у шуми крај Гаје (данас Бодгаја, Индија) у ноћи пуног месеца у мају, Готама постаје Буда, „Будни“ (са 36 година). Током ноћи пуног месеца у јулу, Буда изговара своју прву проповед близу града Варанаси, упознајући свет са Четири племените истине и започињући своју 45-годишњу каријеру проповедника учења које је назвао „Дхама-винаја“.

- 544/480. п. н. е. Готама Буда умире, односно достиже паринибану (скт.: паринирвану), коначно избављење, у Кусинари (данас Кусинагар, Индија) са 80 година. Током периода монсуна, када се монаси задржавају на једном месту, који је уследио непосредно после Будине паринибане, састаје се у Рађагахи, Индија, први будистички сабор, током којег 500 монаха који су већ били достигли ступањ араханта, предвођени Махакасапом, рецитују читаво Будино учење. Ово рецитовање Винаје за које је био задужен Упали постаје прихваћено као Винаја питака; Дхаму је рецитовао Ананда и она постаје призната као Сута питака.

- 444/380. п. н. е. 100 година после Будине паринибане други будистички сабор се сакупља у Весалију како би расправљао о размимоилажењима у тумачењу Винаје. Ту се и догађа први раскол унутар сангхе, тако да се махасангхика школа одваја од традитионалне стхавираваде. Махасангхика одбија да прихвати суте и Винају као крајњи ауторитет у погледу Будиног учења. Овај раскол је заправо почетак настанка онога што ће касније еволуирати у махајана будизам, који ће преовлађивати у северној Азији (Кина, Тибет, Јапан, Кореја).

- 250. п. н. е. Краљ Ашока је сазвао трећи будистички сабор у Паталипутри (Индија). Расправе око тумачења учења водиле су до нових раскола и до поделе на сарвастивада и вибхајавада школу. На овом сабору је рецитована Абхидхама питака, заједно са још неким додатним деловима Кхудака никаје. Тиме је у суштини комплетирана савремена пали Типитака, премда неки научници сугеришу да су барем два дела канона (Паривара у Винаја питаки и Ападана у Сута питаки) можда каснији додаци.

- 247. п. н. е. Краљ Ашока шаље свог сина Махинду у мисију преношења будизма на Шри Ланку. Тамошњи краљ Деванампија Тиса прихвата будизам као државну религију.

- 240. п. н. е. Махинда оснива Махавихару (Велики манастир) у Анурадхапури (Шри Ланка). Вибхајјавада заједница која у њему живи постаје позната под називом Теравада. Махиндина сестра, Сангхамита, стиже на Шри Ланку доносећи изданак боди дрвета под којим је Буда доживео просветљење и оснива ред будистичких монахиња.

- 100. п. н. е. Глад и расколи на Шри Ланки указују на потребу да се Типитака забележи и тиме сачува Будино учење. Краљ Ватагамани сазива четврти будистички сабор, на којем 500 рецитатора и писара из Махавихаре по први пут записује пали Типитаку на палмовим листовима.

- 100. Теравада будизам се први пут јавља у Бурми и централном Тајланду.

- 200. Будистички монашки универзитет у Наланди, Индија, је на врхунцу славе и остаје светски центар проучавања будизма током више од 1000 година.

- 425. Будагоса сакупља различите синхалешке коментаре канона, ослањајући се углавном на Маха атхакатху (Велики коментар) сачуван у Махавихари, и свој рад преводи на пали. На овај начин синхалешка будистичка ученост постаје доступна читавом тхеравадинском свету. Као камен темељац свога рада, Буддхагхоса саставља капитално дело Висудхимага (Стаза прочишћења), која касније постаје класичан приручник будизма на Шри Ланки.

- око 600. Започиње процес пропадања будизма у Индији који ће довести до његовог потпуног нестанка у земљи у којој је настао.

- 6. или 9. век. Дхамапала саставља коментаре о оним деловима канона које је пропустио Будагоса (као што су Удана, Итивутака, Тхерагатха и Тхеригатха), заједно са обимним подкоментарима Будагосиног дела.

- 1050. Монашка заједница у Анурадхапури, због честих инвазија са југа Индије, престаје да постоји.

- 1070. Монаси из Пагана стижу у Полоннаруву (Шри Ланка) да наставе прекинуту линији теравадског заређења на острву.

- 1164. У страној инвазији уништена је Полонарува. Уз помоћ два монаха шумске линије школе махавихара - Махакасапе и Сарипуте - краљ Паракрамабаху поново уједињује све монахе на Шри Ланки у махавихара школу.

- 1236. Монаси из Канципурама (Индија) стижу на Шри Ланку да оживе линију теравадског заређења.

- 1279. Последњи писани траг о једном Теравада женском манастиру (у Бурми).

- 1287. Паган разарају монголски освајачи; почиње његова пропаст.

- 13. век. Шумска линија шриланканског заређења стиже у Бурму и Тајланд. Теравада се шири на Лаос. Тајландски Теравада манастири прво се појављују у Камбоџи, непосредно пре него што су се Тајланђани ослободили кмерске доминације.

око 1400. Још једна шумска монашка линија је увезена са Шри Ланке у Ајудхају, тајландски главни град. Нова линија заређења је такође пренета у Бурму. 
- 1753. Краљ Кирти Сри Рађасинха доводи монахе са тајландског двора да обнови линију монашког заређења, која је поново прекинута на Шри Ланки. Ово је време настанка Сијам никаје.

- 1768. Бурманци разарају Ајудхају (тајландски главни град).

- 1777. Краљ Рама I, оснивач данас актуелне династије у Тајланду, прибавља преписе Типитаке са Шри Ланке и финансира сабор који има задатак да стандардизује тајландску верзију Типитаке. Њени преписи су потом разаслати манастирима широм земље.

- 1803. Шриланђани заређени у бурманском граду Амарапури доносе Амарапура никају на Шри Ланку како би допунила Сијам никају, коју су признавали само брахмини из брдовитог предела око Кандија.

- 1828. Тајландски принц Монгкут (касније краљ Рама IV) оснива Дхамајут покрет, који ће касније постати Дхамајут школа.

- око 1800. Шриланканска сангха пропада под притиском двовековне европске колонијалне власти (Португалци, Холанђани, Британци).

- 1862. Шумски монаси предвођени Пананандом одлазе за Бурму ради поновног заређења. Враћају се на Шри Ланку следеће године и полажу темељ Рамана никаје. Први превод Дхамападе на један западни језик (немачки).

- 1868. Пети будистички сабор одржан у Мандалају (Бурма); пали канон уклесан на 729 мермерних плоча.

- 1873. Мохотивате Гунананда побеђује хришћанске мисионаре у јавној дебати, будећи тако понос читаве нације на своју будистичку традицију и жељу за њеном обновом.

- 1879. Сир Едвин Арнолд објављује своју епску поему Light of Asia (Светлост Азије), која постаје бестселер у Енглеској и САД, подстичући на Западу шире интересовање за будизам.

- 1880. Хелена Блавацки и Хенри Стил Олкот, оснивачи Теозофског друштва, стижу из САД на Шри Ланку, прихватају будизам и почињу кампању за обнову будизма на острву отварањем будистичких школа.

- 1881. Рхис Давидс оснива у Лондону „Pali Text Society“; већи део Типитаке објављен је у латиничној транскрипцији и током наредних 100 година у преводу на енглески.

- 1891. Незаређени будистички следбеник са Шри Ланке Анагарика Дхармапала оснива у Индији „Maha Bodhi Society“, настојећи да поново оживи будизам у Индији.

- 1899. Први Западњак Теравада монах (Гордон Даглас) заређен у Бурми.

- око 1900. Ајахн Мун и Ајахн Сао оживљавају шумску традицију медитације у Тајланду.

- 1902. Тајландски краљ Рама V објављује закон о сангхи, који формално обележава почетак маханикаја и дхамајут школа. Управљање сангхом, које је до тада било у рукама лаика којег је именовао краљ, предато је у руке самих монаха.

- 1949. Махаси Сајадав постаје главни учитељ у медитационом центру у Рангуну (Бурма), који је спонзорисан из државних фондова.

- 1954. Бурманска влада је покровитељ шестог будистичког сабора у Рангуну.

- 1956. Буда Јајанти година; навршило се 2,500 година постојања будизма.

- 1958. Њанапоника Тхера оснива „Buddhist Publication Society“ на Шри Ланки с намером да се објављују књиге о Теравада будизму на енглеском. Сарводаја Схрамадана покрет основан на Шри Ланки с циљем да се будистички идеали искористе за решавање нагомиланих социјалних проблема. Два Немца заређују се у краљевској тајландској амбасади у Лондону, и то је прво пуно Теравада заређење на Западу.

- око 1960. Будистичка вихара основана у Вашингтону је прва Теравада монашка заједница у САД.

- 1970. Избеглице из Вијетнама, Камбоџе и Лаоса стижу у САД и Европу, оснивајући читаву мрежу будистичких заједница на Западу. Таунгпулу Сајадав и др Рина Сирцар, из Бурме, оснивају Таунгпулу Каба-Аје Манастир у Северној Калифорнији. Ајахн Чах оснива Ват Пах Наначат, шумски манастир у Тајланду намењен обуци монаха са Запада. „Insight Meditation Society“, медитациони центар за незаређене, основан у Масачусетсу (САД). Ајахн Чах путује у Енглеску како би поставио темељ за малу заједницу монаха у Хамсптеад вихари, која се касније сели у Сасекс (Енглеска) и ствара Ват Пах Цитавивека (Chithurst шумски манастир).

- око 1980. Медитациони центри за незаређене стичу све већу популарност у САД и Европи. Први Теравада шумски манастир у САД („Bhavana Society“) основан је у Западној Вирџинији. Амаравати будистички манастир оснива у Енглеској Ајахн Сумедхо (ученик Ајахн Чаха).

- око 1990. Наставља се експанзија теравадске сангхе на Западу: манастири тајландске шумске традиције основани су у Калифорнији (Metta Forest манастир, оснивач Ајахн Суват; Абхајагири манастир, оснивачи Ајахн Амаро и Ајахн Пасанно). Будизам се шири и на сајбер простор: појављују се прве будистичке рачунарске мреже и неколико издања пали Типитаке постаје доступно на интернету.